# Miguel Ángel González Suárez
Miguel Ángel González Suárez (Ourense, 24 december 1947 – Madrid, 6 februari 2024), beter bekend als Miguel Ángel, was een Spaanse doelman. Miguel Ángel werd met Real Madrid zeven keer landskampioen en won in 1985 en 1986 de UEFA Cup.

## Biografie

### Clubcarrière
Miguel Ángel speelde tijdens zijn jeugd handbal, maar werd nadien doelman bij AD Couto. Real Madrid ontdekte hem daar tijdens een oefenwedstrijd en legde hem in 1967 vast. Real Madrid had met Antonio Betancort en Mariano García Remón toen echter al twee talentvolle doelmannen, waardoor Miguel Ángel werd uitgeleend aan tweedeklasser CD Castellón. Miguel Ángel keerde in 1968 terug naar Real Madrid, maar zou er pas vanaf het seizoen 1974/75 eerste doelman worden.
Miguel Ángel speelde uiteindelijk 346 wedstrijden in het eerste elftal van Real Madrid (247 competitiewedstrijden, 45 bekerwedstrijden, 45 Europese wedstrijden en 9 andere officiële wedstrijden). Hij won talloze prijzen met Real Madrid: acht landstitels, vijf keer de Copa del Rey, twee keer de UEFA Cup en een keer de Copa de la Liga. Miguel Ángel was van 1980 tot 1986 ook aanvoerder van Real Madrid.
Miguel Ángel stopte in 1986 op 38-jarige leeftijd met voetballen.

### Interlandcarrière
Miguel Ángel maakte op 12 oktober 1975 zijn debuut voor Spanje tegen Denemarken. Hij zat in de selectie voor het WK 1978, waar Spanje in een groep zat met Brazilië, Oostenrijk en Zweden. Miguel Ángel stond in de drie groepswedstrijden onder de lat, maar Spanje werd al in de groepsfase uitgeschakeld.
Miguel Ángel ging ook nog mee naar het WK 1982, maar kwam daar niet in actie. Zijn laatste interland speelde hij in 1978, hij speelde uiteindelijk 18 interlands voor Spanje.´

### Overlijden
Miguel Ángel overleed op 76-jarige leeftijd aan de gevolgen van ALS.

## Statistieken
| seizoen | club           | land   | competitie       | wed. | goals |
| ------- | -------------- | ------ | ---------------- | ---- | ----- |
| 1967/68 | → CD Castellón | Spanje | Segunda División | 26   | 0     |
| 1968/69 | Real Madrid    | Spanje | Primera División | 0    | 0     |
| 1969/70 | Real Madrid    | Spanje | Primera División | 3    | 0     |
| 1970/71 | Real Madrid    | Spanje | Primera División | 7    | 0     |
| 1971/72 | Real Madrid    | Spanje | Primera División | 6    | 0     |
| 1972/73 | Real Madrid    | Spanje | Primera División | 8    | 0     |
| 1973/74 | Real Madrid    | Spanje | Primera División | 5    | 0     |
| 1974/75 | Real Madrid    | Spanje | Primera División | 31   | 0     |
| 1975/76 | Real Madrid    | Spanje | Primera División | 32   | 0     |
| 1976/77 | Real Madrid    | Spanje | Primera División | 33   | 0     |
| 1977/78 | Real Madrid    | Spanje | Primera División | 27   | 0     |
| 1978/79 | Real Madrid    | Spanje | Primera División | 16   | 0     |
| 1979/80 | Real Madrid    | Spanje | Primera División | 1    | 0     |
| 1980/81 | Real Madrid    | Spanje | Primera División | 2    | 0     |
| 1981/82 | Real Madrid    | Spanje | Primera División | 18   | 0     |
| 1982/83 | Real Madrid    | Spanje | Primera División | 0    | 0     |
| 1983/84 | Real Madrid    | Spanje | Primera División | 28   | 0     |
| 1984/85 | Real Madrid    | Spanje | Primera División | 30   | 0     |
| 1985/86 | Real Madrid    | Spanje | Primera División | 0    | 0     |
|         |                |        | Totaal           | 273  | 0     |

## Erelijst
| Kampioen Primera División | 8x | 1968/69, 1971/72, 1974/75, 1975/76, 1977/78, 1978/79, 1979/80, 1985/86 |
| Copa del Rey              | 5x | 1969/70, 1973/74, 1974/75, 1979/80, 1981/82                            |
| Copa de la Liga           | 1x | 1984/85                                                                |
| UEFA Cup                  | 2x | 1984/85, 1985/86                                                       |

Individueel
- Trofeo Zamora: 1975/76
- Premio Don Balón: 1975/76

## Trivia
- Miguel Ángel slaagde er in het seizoen 1984/85 in om 596 minuten ongeslagen te blijven. Francisco Buyo kon het record pas tien jaar later verbreken.[5]

1 Arconada ·
2 De la Cruz ·
3 Uría ·
4 Asensi ·
5 Migueli ·
6 Biosca ·
7 Dani ·
8 Juanito · 
9 Quini ·
10 Santillana ·
11 Cardeñosa ·
12 Guzmán ·
13 Miguel Ángel ·
14 Leal ·
15 Marañón ·
16 Olmo ·
17 Marcelino ·
18 Pirri  ·
19 Rexach ·
20 Cano ·
21 San José ·
22 Urruti ·
Coach: Kubala
1 Arconada  ·
2 Camacho ·
3 Gordillo ·
4 Alonso ·
5 Tendillo ·
6 Alexanco ·
7 Juanito ·
8 Joaquín · 
9 Satrústegui ·
10 Zamora ·
11 López Ufarte ·
12 Urquiaga ·
13 Jiménez ·
14 Maceda ·
15 Saura ·
16 Sánchez ·
17 Gallego ·
18 Uralde ·
19 Santillana ·
20 Quini ·
21 Urruti ·
22 Miguel Ángel ·
Coach: Santamaría